# Segun Arinze
Segun Arinze, né Segun Padonou Aina en 1965 à Onitsha, dans l'État d'Anambra au Nigéria, est un acteur et chanteur nigérian,,,,.

## Biographie et éducation
Segun est né à Onitsha, dans l'État d'Anambra, d'un père Yoruba Bamidele Padonu et d'une mère Igbo Lydia Padonu. Il est l'aîné des sept enfants nés de Lydia Padonu, créatrice de mode. Il est un descendant de Badagry, État de Lagos.
Il a fréquenté le Victory College of Commerce à Ilorin, puis s'est rendu au Taba Commercial College dans l'État de Kaduna pour terminer ses études secondaires. Il a étudié les arts dramatiques à l'université Obafemi Awolowo.
Il est populairement connu sous le nom de Black Arrow, qu'il a obtenu grâce à un rôle qu'il a joué dans le film classique de 1996 Silent Killer, un film du regretté cinéaste Chico Ejiro (en),.

## Carrière
Segun a débuté professionnellement en tant que chanteur et acteur. C'est le chant qui l'a fait connaître pour la première fois, et ce, après la sortie de son premier album, Dream, qui n'a pas été particulièrement un succès commercial. Il a commencé sa carrière d'acteur dans Ilorin. En dehors du jeu d'acteur, Segun est également coach d'acteurs et travaille actuellement avec le prestigieux festival international du film africain, transmettant ses connaissances à la prochaine génération d'acteurs,,.

## Filmographie sélective
- Des femmes amoureuses
- Anini
- La Nuit la plus sombre
- Temps supplémentaire
- Douleur fragile
- À travers le Niger (en)
- Affaires de l'Église
- Aimer un voleur
- Nuit silencieuse
- Chroniques (avec Onyeka Onwenu et Victor Osuagwu)
- 30 jours
- Famille en feu (en) (2011)
- Une place dans les étoiles (en) (2014)
- Invasion 1897 (2014) [14],[15]
- Œil pour œil
- Deepest Cut (2018) - avec Majid Michel et Zach Orji
- Le Film de l'île (2018)
- Statue en or (2019)
- Òlòtūré (2019)
- Qui est le patron (2020)

## Récompenses et nominations
| Année | Remise des prix            | Catégorie                                     | Film | Résultat   | Réf    |
| ----- | -------------------------- | --------------------------------------------- | ---- | ---------- | ------ |
| 2017  | Prix du meilleur Nollywood | Meilleur acteur dans un second rôle – anglais | Tatu | Nomination | [ 16 ] |

## Vie privée
Il était marié à une autre actrice de Nollywood, Anne Njemanze (en), qui devint plus tard un mariage de courte durée. Le couple a une fille, Renny Morenike, née le 10 mai,.